# Seznam kazahstanskih hokejistov na ledu
Seznam kazahstanskih hokejistov na ledu

## A
- Boris Aleksandrov
- Sergej Aleksandrov
- Vladimir Antipin
- Artijom Argokov

## B
- Jevgenij Blohin

## D
- Dmitrij Dudarev

## K
- Aleksej Koledajev
- Vitalij Kolesnik
- Anton Komisarov
- Aleksander Koreškov
- Jevgenij Koreškov
- Oleg Kovalenko
- Roman Kozlov

## L
- Aleksej Litvinenko

## M
- Mukhamedov

## O
- Andrej Ogorodnikov
- Sergej Ogurešnikov

## P
- Jevgenij Paladjev
- Andrej Pčeljakov
- Fedor Poličšuk

## S
- Andrej Sokolov

## Š
- Konstantin Šafranov

## T
- Sergej Tambulov
- Andrej Tročšinski

## U
- Dmitrij Upper

## V
- Aleksej Vasilčenko